# Cantwell (Alaska)
Pour les articles homonymes, voir Cantwell.
Cantwell est une census-designated place d'Alaska aux États-Unis dans le borough de Denali, dont la population était de 219 habitants en 2010.
Cantwell était une halte de la ligne de chemin de fer de l'Alaska Railroad et ses plus anciennes habitations étaient situées à l'écart de la George Parks Highway.

## Situation - climat
Elle est située sur la George Parks Highway, à l'extrémité ouest de la Denali Highway, à 340 km au nord d'Anchorage et à 45 km au sud du Parc national et réserve de Denali, sur la ligne de l'Alaska Railroad.
Les températures extrêmes peuvent aller de −48 °C en hiver jusqu'à 32 °C en été.

## Histoire
Cantwell a reçu le nom de Jim Cantwell, un ouvrier qui travaillait à la construction du chemin de fer. Auparavant, les seuls habitants étaient les Athabaskans qui vivaient dans la région de la chasse et de la pêche. L'un d'entre eux, Oley Nicklie vint chercher du travail auprès de la compagnie du chemin de fer après la chute du cours des fourrures, et lui et ses deux frères sont considérés comme les fondateurs de la ville.
Le film Into the Wild a été tourné en partie à Cantwell.
L'économie locale est essentiellement basée sur le tourisme.

## Démographie
| 1940 | 1950 | 1960 | 1970 | 1980 | 1990 | 2000 | 2010 |
| ---- | ---- | ---- | ---- | ---- | ---- | ---- | ---- |
| 17   | 67   | 85   | 62   | 89   | 147  | 222  | 219  |

## Sources et références
- (en) CIS

- (en) Cet article est partiellement ou en totalité issu de l’article de Wikipédia en anglais intitulé « Cantwell, Alaska » (voir la liste des auteurs).

1. ↑  « Statistiques des États-Unis - Alaska - Profils des communautés de 2010 » (consulté en novembre 2020)